# هنريك سورينسن
هنريك سورينسن (بالنرويجية البوكمول: Henrik Sørensen)‏ هو رسام نرويجي، ولد في 12 فبراير 1882 في تورسبي ‏ في السويد، وتوفي في 24 فبراير 1962 في أوسلو في النرويج.